# Kalendarium Jagiellonii Białystok

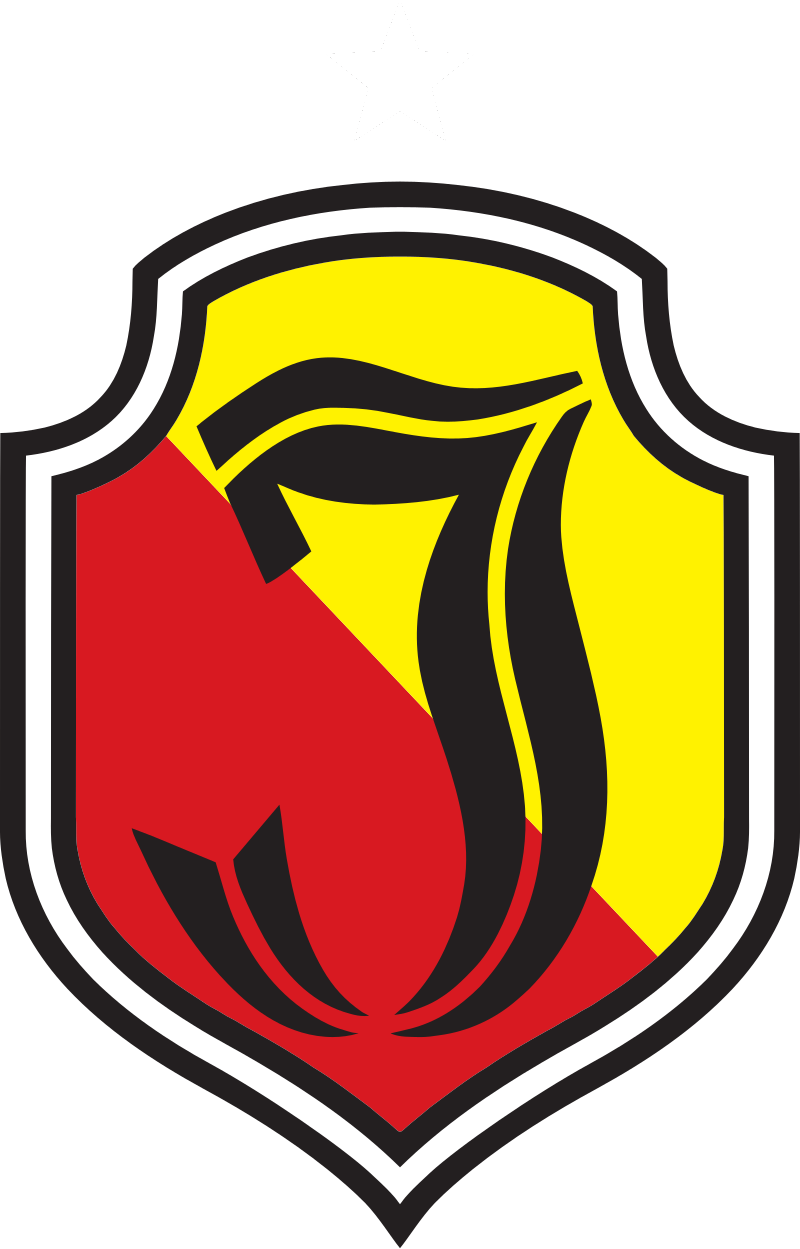
Herb Jagiellonii Białystok

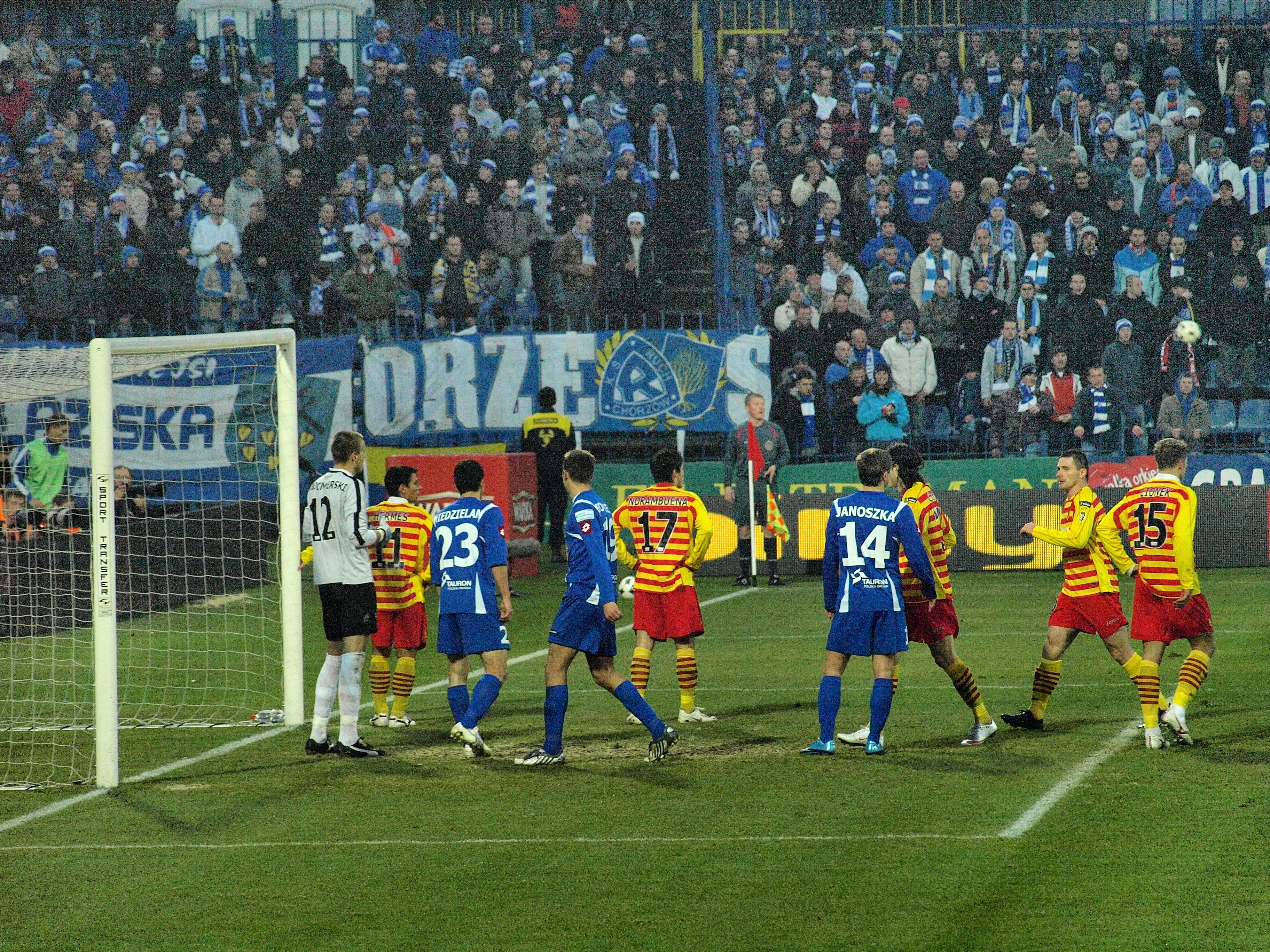
Ruch Chorzów – Jagiellonia Białystok (08.11.2009)

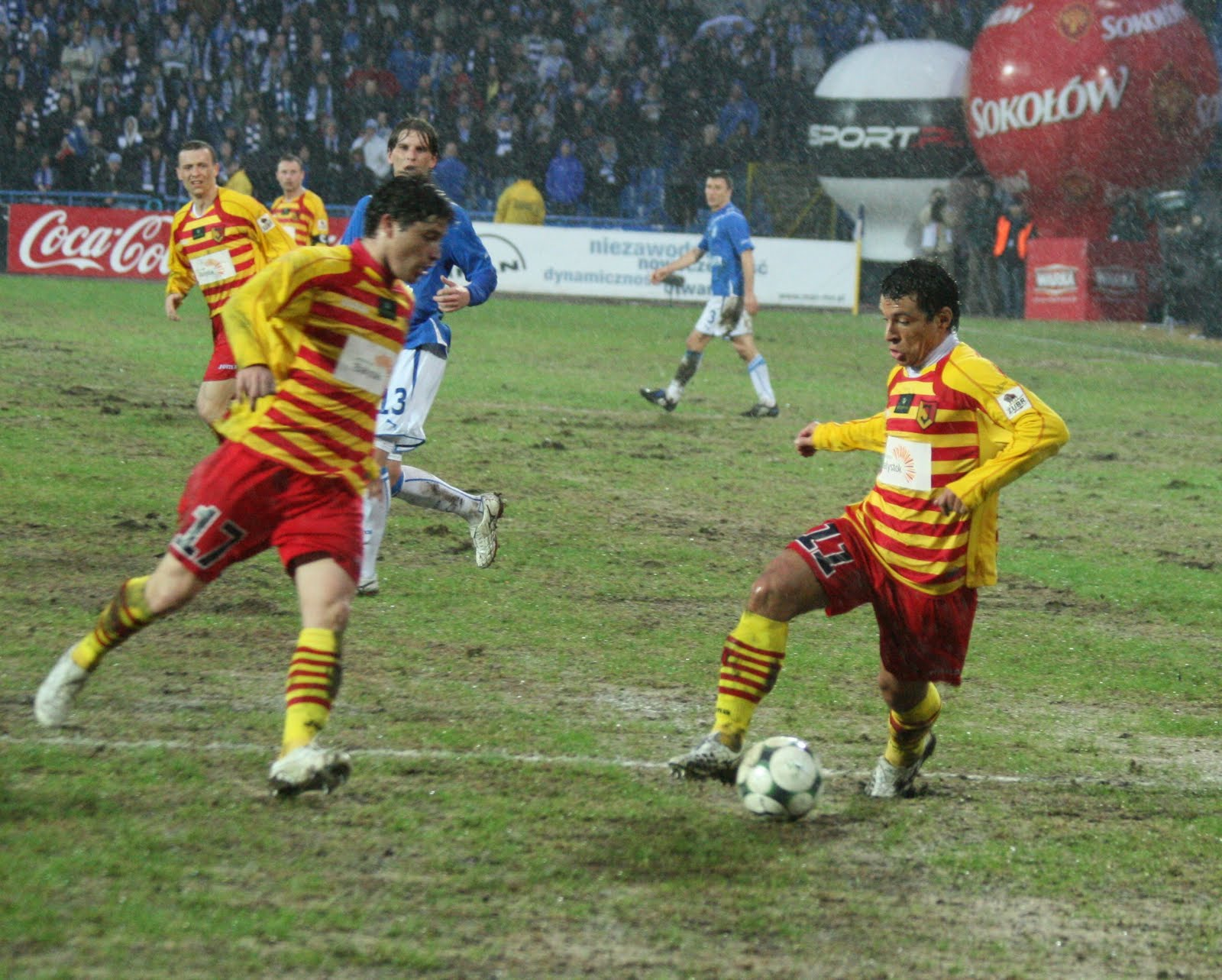
Lech Poznań – Jagiellonia Białystok (21.03.2010)

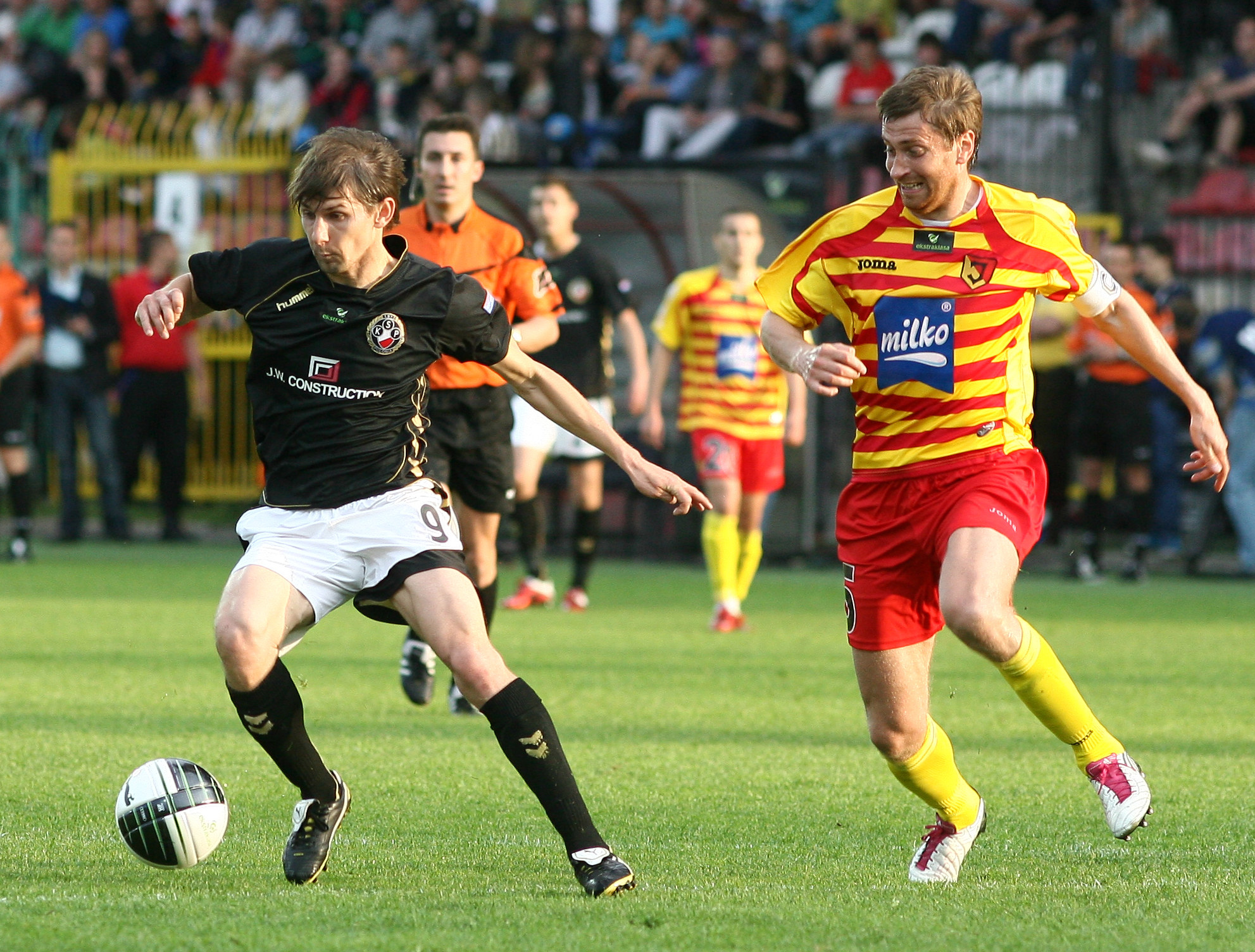
Polonia Warszawa – Jagiellonia Białystok (10.05.2011)

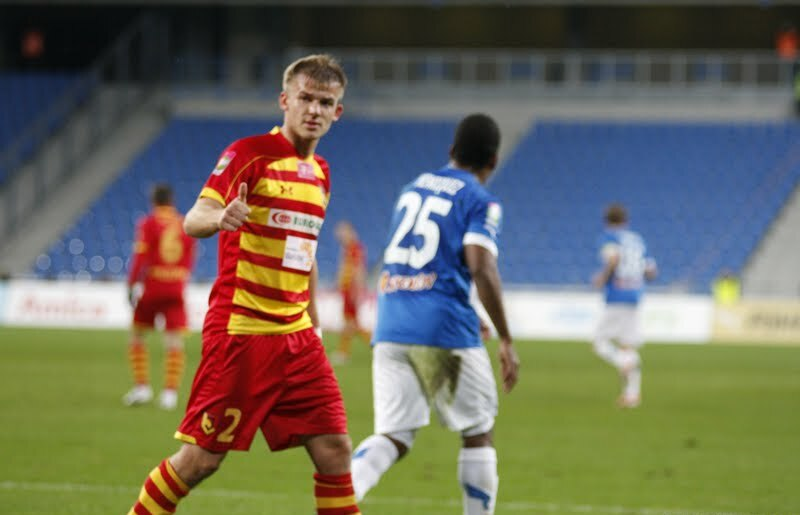
Lech Poznań – Jagiellonia Białystok (27.10.2012)

## Ważne wydarzenia klubowe
- Maj 1920 – Przy stacjonującym w Białymstoku Batalionie Zapasowego 42 Pułku Piechoty powołano do życia Koło Sportowe – sekcję piłki nożnej. Pierwszy mecz rozegrano 30 maja 1920 roku, w którym zespół K.S.B.Z. 42 P.P. wygrał z Kresowcami 5:1.
- 1921 - Józef Piłsudski dwukrotnie oglądał mecz z udziałem WKS 42 PP. 21 sierpnia 1921 roku podczas wizyty w Białymstoku był świadkiem pojedynku wojskowych z Koroną Warszawa 5:2, a 5 października 1921 roku Naczelnik Państwa obejrzał w Grodnie mecz II Brygady piechoty legionów z WKS 42 PP 4:0.
- 1924 – Pierwszym oficjalnym mistrzem Białegostoku został WKS 42 PP, który w końcowej tabeli wyprzedził ŻKS Białystok i BOSO Białystok. Następnie piłkarze przystąpili do barażowej rywalizacji o awans do wileńskiej klasy A. Białostoczanie wyszli z niej zwycięsko.
- 24 marca 1929 roku został utworzony Białostocki Okręgowy Związek Piłki Nożnej. Do klasy "A" zakwalifikowano po 3 najlepsze drużyny z Białegostoku i Grodna: WKS 42 PP Białystok, ŻKS Białystok, Makabi Białystok, Cresovię Grodno, Makabi Grodno i WKS 76 PP Grodno.
- 2.11.1930 r. – Po zdobyciu mistrzostwa okręgu drużyna WKS-u 42 PP Białystok wystąpiła w barażu o I ligę. Rywalem był zespół WKS 82 PP Brześć, a rozegrany na boisku w Siedlcach mecz zakończył się porażką białostoczan 1:2.
- 27.01.1932 r. – po raz pierwszy w historii pojawia się nazwa Jagiellonia decyzją władz miasta z połączenia WKS 42 PP i KS Związku Młodzieży Wiejskiej powstaje Białostocki Klub Sportowy Jagiellonia.
- 09.04.1932 r. – pierwszy mecz z J-tką na piersiach, w którym Jagiellonia pokonuje Żydowski Klub Sportowy Białystok 4:2.
- 24.11.1935 r. – Jagiellonia zmieniła nazwę na Wojskowy Klub Sportowy Jagiellonia.
- 1938 r. - rozwiązanie sekcji piłki nożnej, Jagiellonia zostaje wycofana z rozgrywek.
- 18.10.1945 odbyło się zebranie działaczy sportowych, na którym wyłoniono zarząd BKS Jagiellonia. Reaktywacja klubu nastąpiła przy dużym zaangażowaniu Karola Kowalczyńskiego przedwojennego piłkarza Jagiellonii.
- 1946 - 1954 - Piłkarze Jagiellonii występują w barwach kolejnych klubów Motoru, Wici, Związkowca i Budowlanych.
- 26.01.1957 r. – z połączenia Budowlanych Białystok i Sparty Białystok oficjalnie zostaje reaktywowany BKS Jagiellonia.
- 21 czerwca 1959 – Awans Jagiellonii do ligi okręgowej po wygranym meczu 4:0 z Włókniarzem Białystok.
- Przez ponad pół wieku siedziba klubu mieściła się w hali sportowej przy ul. Jurowieckiej 21. Została ona wybudowana w roku 1952, stając się siedzibą Budowlanych Białystok (od 1955 – Jagiellonii Białystok). W roku 1962 przy hali wybudowano stadion (im. Janusza Kusocińskiego), na którym przez wiele lat rozgrywał mecze I zespół Jagiellonii (w I, II, III i IV lidze). Ostatni mecz ligowy żółto-czerwoni rozegrali przy Jurowieckiej 2 października 2004 roku z RKS-em Radomsko (4:1).
- 1975 – Awans do II ligi. Oprócz awansu zespół Jagiellonii po raz pierwszy w swojej historii wywalczył Puchar Polski na szczeblu wojewódzkim.
- 6 czerwca 1987 roku na 3 kolejki przed zakończeniem sezonu, po wygranej w Sosnowcu piłkarze Jagiellonii po raz pierwszy historii awansowali do najwyższej klasy rozgrywkowej.
- 09.08.1987 – piłkarze białostockiej Jagiellonii w obecności 35 tys. widzów na stadionie miejskim rozegrali swój pierwszy w historii klubu mecz w I lidze. Ich przeciwnikiem był Łódzki Widzew, a mecz zakończył się remisem 1:1 (1:0). Pierwszą bramkę dla "Jagi" w ekstraklasie zdobył w 7 min. Jarosław Michalewicz.
- Juniorzy starsi Jagiellonii z rocznika 1970, zdobyli złoty medal mistrzostw Polski. W finale jagiellończycy pokonali dwukrotnie po 1:0 Gwarka Zabrze. Wcześniej w półfinałach żółto-czerwoni pokonali 3:1 Śląsk Wrocław i 5:1 Hutnik Kraków oraz przegrali 2:3 ze Stoczniowcem Gdańsk.
- 24 czerwca 1989 roku piłkarze Jagiellonii w rozegranym w Olsztynie finale Pucharu Polski przegrali 2:5 (1:3) z warszawską Legią. Zdaniem wielu ekspertów i zwykłych kibiców – był to jeden z najlepszych piłkarsko finałów krajowego Pucharu w jego historii. Na zwycięzców w I rundzie Pucharu Zdobywców Pucharów czekała FC Barcelona. Białostocki zespół wystąpił w następującym składzie: Sowiński – Bartnowski, Lisowski, Ambrożej, Cylwik – Romaniuk (67. J.Szugzda), Czykier, Leszczyk, D. Bayer – J.Bayer, Michalewicz (67. C.Kulesza). Trener: Krzysztof Buliński.
- 20 czerwca 1992 roku po zwycięstwie w ostatniej kolejce w Rzeszowie z miejscową Resovią 1:0 Jagiellonia po dwóch latach nieobecności wraca do I ligi.
- Po czterech latach juniorzy starsi Jagiellonii ponownie najlepsi w kraju. Wychowankowie Ryszarda Karalusa z rocznika 1974 tytuł wywalczyli w imponującym stylu. W dwumeczu finałowym pokonali Orła Łódź 4:0 i 6:3 (bramki strzelali Samuel Tomar – 5 bramek, Tomasz Frankowski – 3, Jacek Chańko – 2).

- W sierpniu 1999 roku notarialną umowę o utworzeniu Sportowej Spółki Akcyjnej "Jagiellonia-Wersal Podlaski Białystok" podpisali Mirosław Mojsiuszko i Henryk Pasierski, reprezentujący BKS Jagiellonia Białystok oraz Remigiusz Rogowski i Antoni Piekut właściciele Wersalu Podlaskiego. Wersal wniósł do spółki nakłady finansowe, natomiast Jagiellonia – nieruchomości. SSA Jagiellonia-Wersal Podlaski zarejestrowano 11 października 1999 roku.
- 13 i 22 kwietnia doszło do dwumeczu w półfinale Pucharu Polski. Prowadzona przez Witolda Mroziewskiego drugoligowa Jagiellonia przegrała Legią.
- Po czternastu latach nieobecności Jagiellonii wróciła do Ekstraklasy. Awans Jadze zapewnił sobie na kolejkę przed zakończeniem rozgrywek wygrywając 3 czerwca w Sosnowcu z Zagłębiem 1:0. Złotą bramkę zdobył w 51 minucie Janusz Wolański. Oto Jagiellonii z tego meczu: : J. Banaszyński – D. Łatka, Ł. Nawotczyński, T. Wałdoch, M. Wasiluk – M. Dzienis, J. Markiewicz, R. Naskręt, M. Marczak (82. E. Konon), J. Wolański (66. V. Sotirović) – R. Sobociński (75. J. Chańko). Trener: Artur Płatek.
- 28 listopada 2009 roku piłkarze Jagiellonii rozegrali setne spotkanie w ekstraklasie przed własną publicznością (0:0 z Lechią Gdańsk). Tydzień później, 5 grudnia w Wodzisławiu Śląskim (2:2 z Odrą) żółto-czerwoni rozegrali mecz nr 200 w ekstraklasie.
- 22 maja 2010 – Jagiellonia po bramce Andriusa Skerli zdobywa Puchar Polski Jagiellonia Białystok-Pogoń Szczecin 1:0[1]
- 29 lipca 2010 – Jaga po raz pierwszy awansowała do rozgrywek międzynarodowych w losowaniu trafia na Aris FC. W pierwszym meczu w Białymstoku przegrywa 1:2 W rewanżu w Salonikach remisuje 2:2[2]

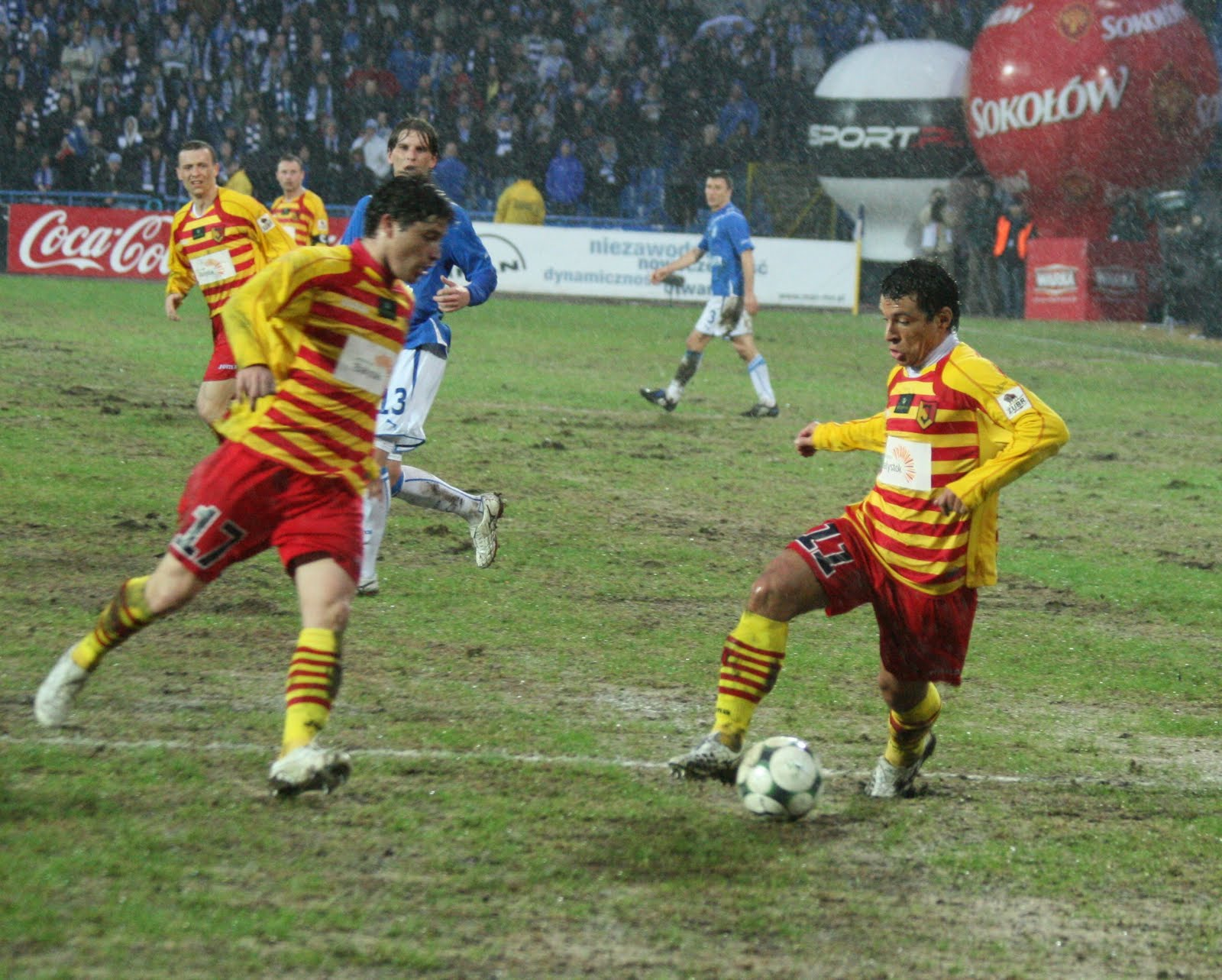
Lech Poznań – Jagiellonia Białystok (21.03.2010)

- 1 sierpnia 2010 – Jagiellonia Białystok zdobywa Superpuchar Polski[3] w finałowym meczu z mistrzem polski Lechem Poznań 1:0 po golu Tomasza Frankowskiego[4].
- 28 listopada 2010 – Jagiellonia Białystok zostaje mistrzem jesieni sezonu 2010/2011[5].
- 9 grudnia 2010 – Podczas obchodów 90-lecia istnienia Jagiellonii Białystok klub otrzymuje z rąk obecnego na gali Prezes PZPN Grzegorza Laty Diamentową Odznakę Związku za wybitne zasługi sportowe osiągnięte na przestrzeni lat – to najwyższe odznaczenie związkowe, jakie może otrzymać klub w kraju[6].
- Kwiecień 2011 ostatni numer Magazynu Jagiellonii wydawanego przez pięć lat 2007-2011.
- 08.04.2011 – Tomasz Frankowski[7]
strzela dwusetnego gola dla Jagiellonii ekstraklasie, dwusetne trafienie padło w meczu przeciwko Śląskowi Wrocław (1:1) z rzutu karnego.

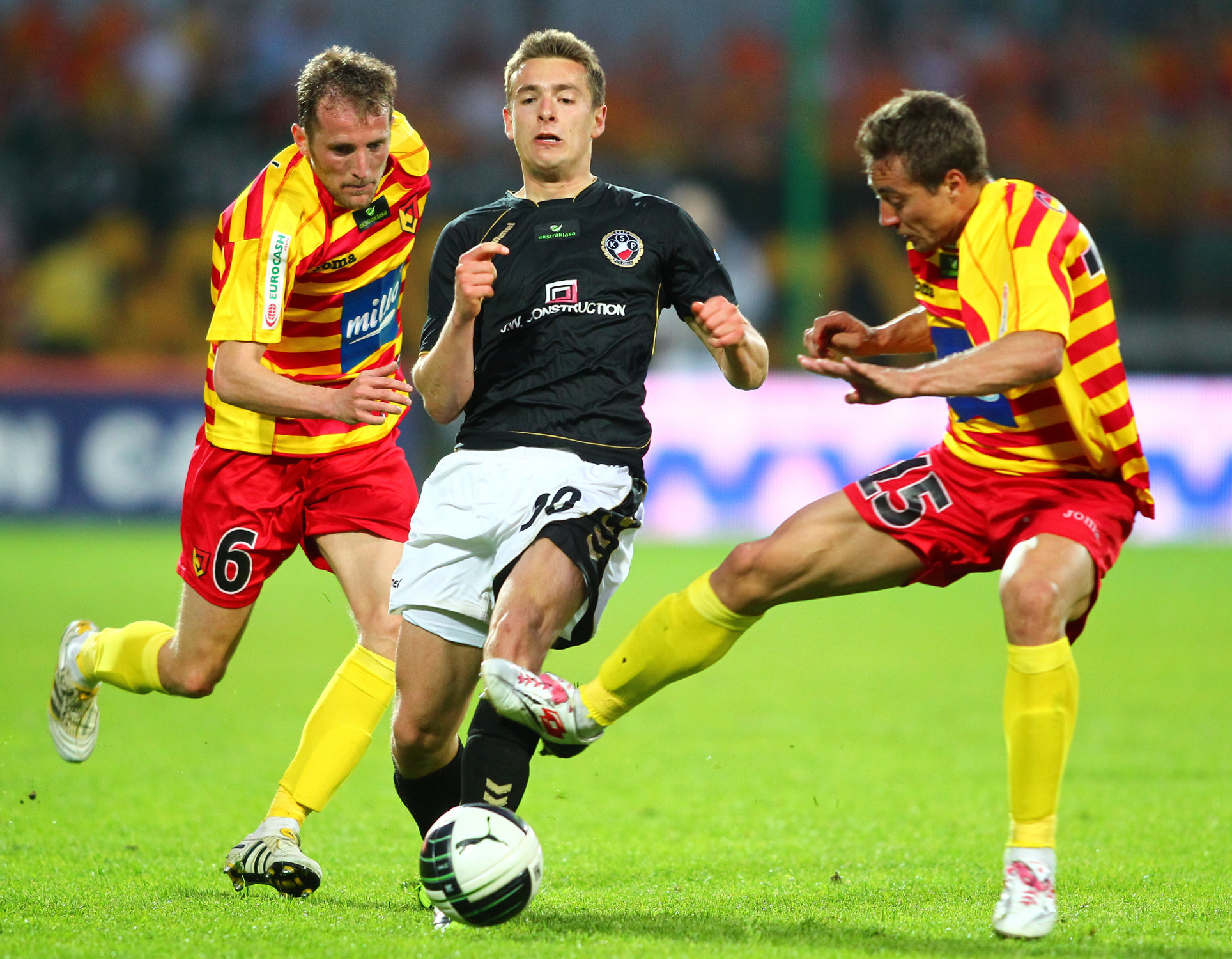
Polonia Warszawa – Jagiellonia Białystok (10.05.2011)

- 29.05.2011 – Jagiellonia kończy sezon na 4. miejscu tabeli zapewniając sobie po raz drugi z rzędu miejsce w Lidze Europejskiej[8][9]
- 29.05.2011 – Tomasz Frankowski zdobywa tytuł króla strzelców w barwach Jagiellonii Białystok (14 goli)[10][11]
- 13.08.2011 – Grzegorz Sandomierski odchodzi z Jagiellonii do Belgijskiego KRC Genk za kwotę około 2 milionów euro[12][13].
- 11.09.2011 – Jagiellonia rozgrywa swój 250. mecz w ekstraklasie pokonując Polonię Warszawa 3:2 po bramkach Andriusa Skerli, Tomasza Frankowskiego, i Rafała Grzyba[14][15].
- 22.10.2011 – Tomasz Frankowski strzela swoją 156. bramkę w ekstraklasie i wyprzedza Włodzimierza Lubańskiego[16][17] w klasyfikacji "klubu 100" w wygranym 1:0 meczu z GKS-em Bełchatów[18][19].
- 6 kwietnia 2013 – podczas meczu 21. kolejki pomiędzy Jagiellonią Białystok a Pogonią Szczecin rozegranym na Stadionie Miejskim w Białymstoku Tomasz Frankowski strzelił w czwartej minucie spotkania z rzutu karnego swojego 168. gola w ekstraklasie, czym awansował na 3. miejsce w klasyfikacji Klubu 100, wyprzedzając Gerarda Cieślika[20].
- 30.06.2013 – Tomasz Frankowski kończy piłkarską karierę.
- 15 września 2013 roku na Stadionie Miejskim w Białymstoku Jagiellonia pokonała 6:0 Ruchu Chorzów, osiągając tym samym swój najlepszy wynik w historii jej występów w Ekstraklasie. Dzień po meczu trener chorzowian Jacek Zieliński podał się do dymisji[21].
- 07.04.2014 – Michał Probierz po 3 latach ponownie zostaje trenerem Jagiellonii.
- 18.10.2014r - Odbył się inauguracyjny mecz na nowym stadionie z Pogonią Szczecin, wygrany przez białostoczan 5:0. Mecz oglądało 21 196 widzów.
- 7.06.2015 -  Jagiellonia zdobywa brązowy medal mistrzostw Polski. Dzięki zdobyciu 3 miejsca klub wystąpi w eliminacjach Ligi Europejskiej (od I rundy kwalifikacyjnej).
- 23.07.2015 - Jagiellonia po raz drugi wystartowała w Lidze Europy, w I rundzie pokonała Litewską Kruoja Pokroje (0:1, 8:0). Niestety w drugiej rundzie uległa Cypryjskiej Omonii Nikozja (0:0, 1:0).
- 04.06.2017 -  Jagiellonia kończy sezon 2016/17 jako wicemistrz Polski.
- 20.07.2017 - W rozgrywkach europejskich w I rundzie Jaga pokonała gruzińskie Dinamo Batumi 1:0, 4:0, a w II rindzie uległa azerskiej Qəbələ FK 1:1, 0:2.
- 20.05.2018 -  Jagiellonia drugi raz z rzędu zdobyła tytuł wicemistrza Polski, tym razem pod wodzą trenera Ireneusza Mamrota
- 25.04.2018 - Po wielu latach użytkowania boiska w Pogorzałkach władze klubu z dniem 25 kwietnia 2018 r. rozpoczęły budowę kompleksu boisk treningowych przy ulicy Elewatorskiej w Białymstoku[22]. Klub otrzymał dofinansowanie z Ministerstwa Sportu i Turystyki w wysokości 5,2 miliona złotych. Szacowany koszt budowy całej inwestycji to 15 mln złotych[23].

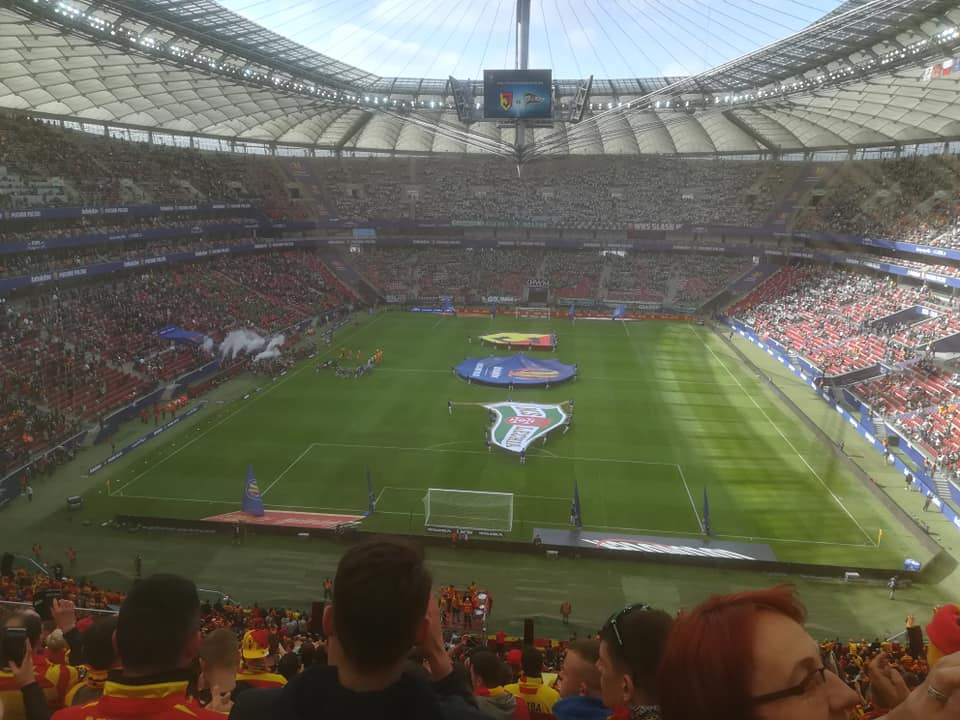
2.05.2019 Finał Pucharu Polski

- 16.08.2016 - Udane występy w pucharach, w II rundzie wyeliminowanie portugalskiego Rio Ave FC 1:0 i 4:4. W III rundzie Jagiellonię pokonał belgijski KAA Gent 0:1 i 1:3.
- 2.05.2019 - Po raz trzeci w swojej historii Jagiellonia wystąpiła w finale Pucharu Polski. Dnia 2 maja 2019 roku zmierzyła się na Stadionie Narodowym w Warszawie z zespołem Lechii Gdańsk. Niestety żółto-czerwoni przegrali walkę o puchar wynikiem 0:1, zwycięskiego gola w doliczonym czasie gry zdobył Artur Sobiech i to drużyna Lechii cieszyła się z trofeum.
- 23.08.2019 - W meczu 6 kolejki z Wisłą Kraków Jesús Imaz strzelił hat tricka, jest to pierwszy hat trick w historii występów Jagiellonii w ekstraklasie.
- 11.06.2019 - nastąpiło otwarcie[24] nowej bazy treningowej położonej przy ul. Elewatorskiej 4. W skład obiektu wchodzą 2 pełnowymiarowe boiska (jedno z podgrzewaną murawą) oraz mniejsze boisko, nad którym w grudniu 2019r. zostało zainstalowane zadaszenie (hala pneumatyczna). Obiekt posiada budynek, gdzie znajdują się pomieszczenia szkoleniowe, sztabowe oraz szatnie.
- 21.12.2019 - Po przegranym meczu z Zagłębiem Lubin, z posady trenera został zwolniony Ireneusz Mamrot[25]. Jego obowiązki do czasu znalezienia nowego szkoleniowca przejął Rafał Grzyb II trener drużyny.
- 30.12.2019 - Nowym trenerem białostoczan został Iwajło Petew, prowadzący wcześniej zespoły Łudogorca Razgrad, Dinamo Zagrzeb, Omonii Nikozja. Bułgarski szkoleniowiec związał się kontraktem do czerwca 2021 roku.
- 27.07.2020 - Oficjalnie Jagiellonia powróciła do starego herbu, tzw. "starej Jotki". Stało się tak za sprawą referendum zorganizowanego wśród kibiców, którzy w styczniu 2020 wybrali "starą Jotkę" przewagą głosów 84% do 16%[26].

- 30.07.2020 - Z posady trenera został zwolniony Iwajło Petew. Nowym trenerem żółto-czerwonych został Bogdan Zając[27], który w latach 2009-2019 pełnił funkcję asystenta Adama Nawałki.

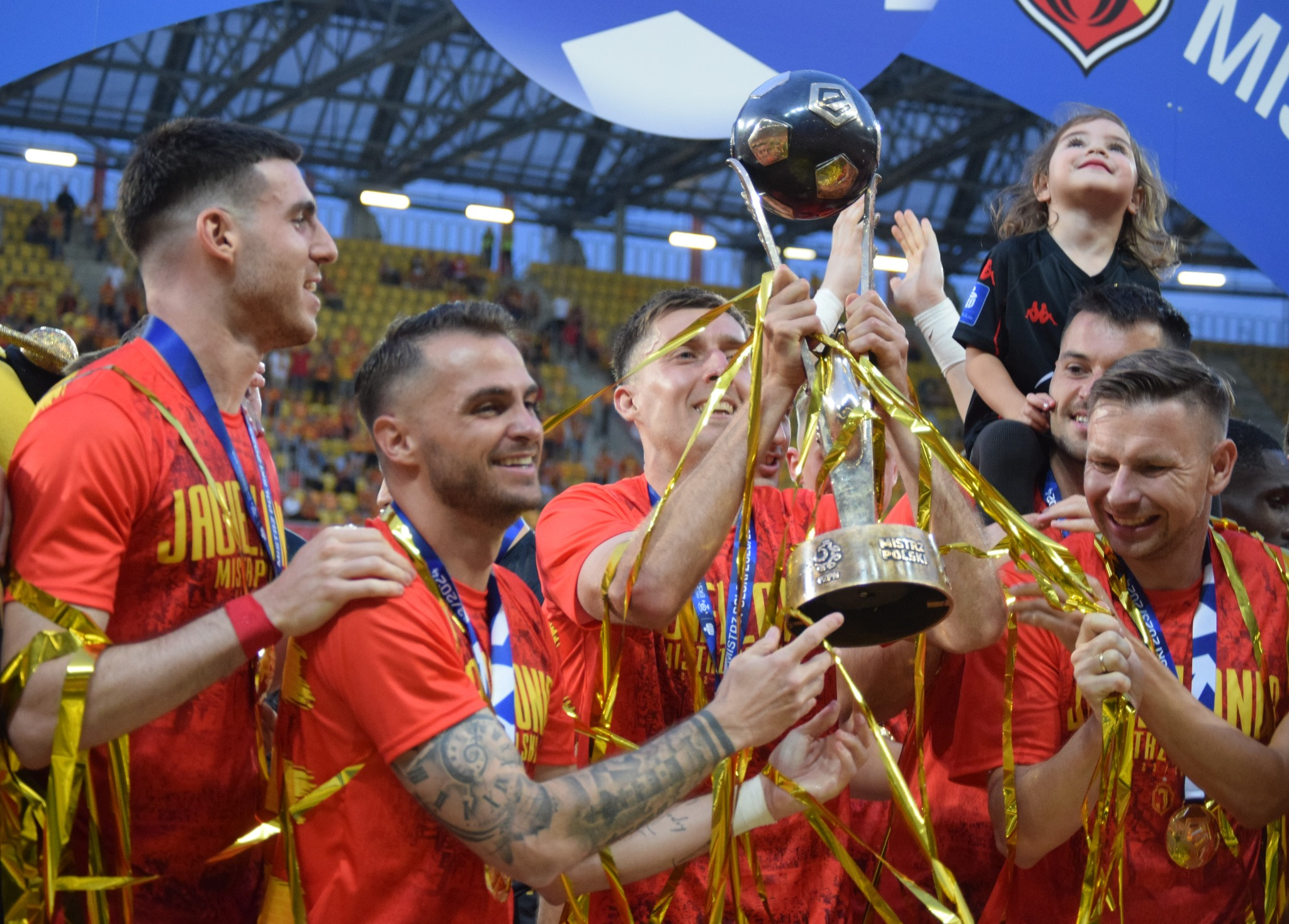
Jagiellonia świętuje zdobycie Mistrzostwa Polski

- 17.03.2021 - Z posady szkoleniowca został zwolniony Bogdan Zając, a jego miejsce do końca sezonu zajął Rafał Grzyb[28].
- 15.07.2021 - W związku z ubieganiem się Cezarego Kuleszy o stanowisko prezesa PZPN-u zrezygnował on z funkcji prezesa klubu, na jego miejsce zarząd klubu dnia 15 lipca 2021 r. wybrał Agnieszkę Syczewską. Z dniem 1 lutego 2022 funkcję Prezesa Zarządu objął Wojciech Pertkiewicz.
- 27.05.2023 - Koronę króla strzelców ekstraklasy z 15 bramkami zdobył Marc Gual. Na drugiej pozycji uplasował się Jesús Imaz z 14 trafieniami, który wyprzedził Tomasza Frankowskiego i został najlepszym strzelcem w historii klubu w ekstraklasie z 55 bramkami.
- W marcu 2023 roku kierownikiem drużyny został Łukasz Masłowski.
- 4.04.2023 - Trenerem białostoczan zostaje 32 letni Adrian Siemieniec.
- 25.05.2024 -  Jagiellonia pierwszy raz w swojej historii zdobywa mistrzostwo Polski.
- Jagiellonia dociera do ćwierćfinału Ligi Konferencji EUFA, gdzie uległa hiszpańskiemu Real Betis 2:0 i 1:1 w Białymstoku.
- 2 .04.2025 - Jagiellonia zdobywa Superpuchar pokonując w Warszawie zespół Wisły Kraków 1:0.
- 24.05.2025 -  Jagiellonia kończy sezon na trzecim miejscu, rozgrywając w sezonie rekordowe 56 spotkań (34 w ekstraklasie, 18 w rozgrywkach europejskich, 2 pucharze polski i 1 superpucharze).
- Jesús Imaz zdobył swoją 100. bramkę w Ekstraklasie w barwach Jagiellonii Białystok w meczu przeciwko Radomiakowi Radom, rozegranym 17 sierpnia 2025 roku.[29]